# عزلة عقلة بني عامر (البيضاء)

تعديل مصدري - تعديل

عزلة عقلة بني عامر هي إحدى عزل مديرية الصومعة في محافظة البيضاء اليمنية ويبلغ تعداد سكانها 3657 نسمة حسب التعداد السكاني في اليمن لعام 2004. حيث يرمز 912 الى قبيلة بني عامر ولهم يوجد حصن الدرع بن عامر 

## روابط خارجية
- الجهاز المركزي للإحصاء بالجمهورية اليمنية
- المركز الوطني للمعلومات باليمن
- World Gazetteer:Yemen
- الدليل الشامل